# Imantocera penicillata
Imantocera penicillata là một loài bọ cánh cứng trong họ Cerambycidae.